# روین-نوراندا
روین-نوراندا (به فرانسوی: Rouyn-Noranda) شهرکی در منطقه شهری ابیتیبی ناحیه ابیتیبی-تمیسکامانگ در استان کبک کانادا است. در سرشماری سال ۲۰۱۱ این شهرک ۳۹٬۴۰۴ نفر جمعیت داشته است و مساحت آن ۶٬۴۳۵٫۶۴ کیلومتر مربع است.